# Arturo Tabera
Arturo Kardinal Tabera Araoz CMF (* 29. Oktober 1903 in El Barco de Ávila, Spanien; † 13. Juni 1975 in Rom) war Erzbischof von Pamplona und Kurienkardinal der römisch-katholischen Kirche.

## Leben
Arturo Tabera Araoz trat in die Ordensgemeinschaft der Söhne des Unbefleckten Herzens Mariä ein und studierte in Jerez de los Caballeros und Rom die Fächer Katholische Theologie und Philosophie. 1928 empfing er das Sakrament der Priesterweihe und setzte anschließend seine Universitätsstudien fort, die er mit der Promotion im Fach Kanonisches Recht abschloss. Er gehörte von 1930 bis 1946 der Fakultät der Theologieschule von Zafra an und arbeitete als Leiter der Zeitschrift Illustración del Clero in Madrid. Darüber hinaus versah er die Aufgabe des Sekretärs der Studienpräfektur seines Ordens und gründete die Zeitschrift Vida religiosa. 
Im Jahr 1946 ernannte ihn Papst Pius XII. zum Titularbischof von Lyrbe und bestellte ihn zum Apostolischen Administrator von Barbastro in Spanien. 1950 wurde er dann Bischof von Albacete. In den Jahren 1962 bis 1965 nahm er am Zweiten Vatikanischen Konzil teil. 1968 ernannte ihn Papst Paul VI. zum Erzbischof von Pamplona. 
Arturo Tabera Araoz wurde 1969 als Kardinalpriester mit der Titelkirche San Pietro in Montorio in das Kardinalskollegium aufgenommen. Er leitete ab 1971 als Präfekt die 1969 gegründete Kongregation für den Gottesdienst. Diese war 1969 aus dem Consilium für die Reform der Liturgie hervorgegangen und setzte dessen Arbeit fort. Der Gründungspräfekt, Benno Kardinal Gut, starb bereits 1970. Nach einer Zwischenphase, in der die umtriebige Kongregation dem Staatssekretariat direkt unterstellt war, übernahm bis 1973 Kardinal Tabera die Leitung, geriet aber in Konflikt mit dem Sekretär der Kongregation, Annibale Bugnini. Während die Gottesdienstkongregation dann James Robert Kardinal Knox überantwortet wurde, der 1975 deren Zusammenlegung mit der Kongregation für Sakramentendisziplin befürwortete, wurde Tabera zum Präfekten der Kongregation für die Ordensleute berufen. Als Päpstlicher Legat vertrat er Paul VI. bei mehreren wichtigen Veranstaltungen in Italien und im Ausland. 
Er starb bereits am 13. Juni 1975 in Rom und wurde in der dortigen Herz-Mariä-Basilika beigesetzt.